# Sachkundenachweis (Hunde)
Der Sachkundenachweis für Hundehalter ist ein Dokument zum Nachweis theoretischer und praktischer Kenntnisse im Umgang mit Hunden.
Dieser Nachweis muss in Deutschland nach dem Tierschutzgesetz bei bestimmten berufs- oder gewerbsmäßigen Tätigkeiten erbracht werden, außerdem nach den Hundegesetzen der Bundesländer jedenfalls bei der privaten Haltung gefährlicher Hunde.

## Deutschland

### Tierschutzgesetz
Nach § 2 Nr. 3 TierschG muss jeder private Tierhalter über die für eine angemessene Ernährung, Pflege und verhaltensgerechte Unterbringung des Tieres erforderlichen Kenntnisse und Fähigkeiten verfügen. Personen, die berufs- oder gewerbsmäßig regelmäßig Wirbeltiere zum Zweck des Tötens betäuben oder töten, haben gegenüber der zuständigen Behörde einen Sachkundenachweis zu erbringen (§ 4 Abs. 1a TierschG).
Eine hundespezifische Erlaubnispflicht besteht gem. § 11 Abs. 1 Satz 1 Nr. 6 TierschG für die Ausbildung von Schutzhunden sowie nach § 11 Abs. 1 Satz 1 Nr. 8f TierschG für das gewerbsmäßige Ausbilden von Hunden für Dritte. Dies gilt etwa für Hundetrainer, Hundeschulen, Hundeverhaltenstrainer oder Hunde-Erziehungsberater. Weitere in § 11 TierschG geregelte Erlaubnispflichten für den Umgang mit Tieren gelten auch für Hunde, wenn sie beispielsweise in Tierversuchen verwendet, gezüchtet, in Tierheimen gehalten oder gehandelt werden. Um eine Erlaubnis zu erhalten, müssen unter anderem die erforderlichen fachlichen Kenntnisse (Sachkunde) nachgewiesen werden. Soweit die Sachkunde nicht durch eine Berufsausbildung nachgewiesen werden kann, können anderweitige mehrjährige Erfahrungen ausschlaggebend sein und durch ein erfolgreich durchgeführtes Fachgespräch dazu führen, dass die erforderliche Sachkunde dieser Person anzunehmen ist.

### Landeshundegesetze
Es gibt keine bundeseinheitliche Regelung zu Sachkundenachweisen für Hundehalter. In den jeweiligen Landesgesetzen und -verordnungen sind Nachweise für Halter von „Listenhunden“ oder alle Hundehalter vorgeschrieben, die sich jedoch voneinander unterscheiden sowohl im Inhalt als auch in den sich daraus ergebenden Rechten und Konsequenzen für Hundehalter und Hund. Auch die Vorgaben, ob der Halter eine Tierhalter-Haftpflichtversicherung benötigt, unterscheiden sich je nach Bundesland.
In Berlin und Bremen kann aus Gründen der Gefahrenabwehr im Einzelfall ein Sachkundenachweis verlangt werden, „wenn der Hund ein Verhalten gezeigt hat, durch das Menschen oder Tiere geschädigt, gefährdet oder erheblich belästigt oder fremde Sachen beschädigt oder gefährdet wurden“ bzw. „wenn Grund zu der Annahme besteht, dass die Halterin oder der Halter nicht über die erforderliche Sachkunde verfügt.“ Der Halter muss dafür eine theoretische und praktische Prüfung vor einer anerkannten sachverständigen Person oder Stelle ablegen.
In Hamburg werden Halter, die nachweisen, dass sie einen bestimmten Hund im Alltag unter Kontrolle haben und so halten und führen können, dass von diesem voraussichtlich keine Gefahren oder erheblichen Belästigungen für Menschen, Tiere oder Sachen ausgehen, auf Antrag von der Anleinpflicht außerhalb des eigenen eingefriedeten Besitztums befreit (§ 9 Abs. 1 HundeG).
Nach dem Gesetz über das Halten von Hunden (HundeG) in Schleswig-Holstein können die einzelnen Gemeinden für Hundehalterinnen und Hundehalter, die einen Sachkundenachweis vorlegen, Ermäßigungen bei der Hundesteuer vorsehen.
Ergibt in Thüringen ein Wesenstest, dass der betreffende Hund gefährlich ist, muss der Halter nach dem Thüringer Gesetz zum Schutz der Bevölkerung vor Tiergefahren seine Sachkunde und Zuverlässigkeit nachweisen, „ein gefährliches Tier so halten und führen zu können, dass von diesem keine Gefahr für die öffentliche Sicherheit und Ordnung ausgeht“ (§§ 5, 6 ThürTierGefG).
In Nordrhein-Westfalen sind im Landeshundegesetz verschiedene Sachkundenachweise verankert. Sachkundenachweise für das Halten gefährlicher Hunde sind gemäß § 6 beim Amtstierarzt abzulegen. Für das Halten von Hunden der darüber hinausgehenden Rasseliste kann die Sachkundebescheinigung auch von anerkannten Sachverständigen erteilt werden (§ 10). Der Sachkundefragenkatalog muss mindestens 100 Fragen beinhalten, von denen dem Hundehalter mindestens 30 Fragen gestellt werden, wobei er mindestens 2/3 der Punkte erreichen muss, um die Prüfung zu bestehen. Für das Halten großer Hunde ist nach § 11 ebenfalls ein Sachkundenachweis nötig. Dieser kann auch von autorisierten Tierärzten erteilt werden. Zur Prüfung wird dann ein Fragenkatalog verwendet, der insgesamt 80 Fragen umfasst.
In Niedersachsen sind seit dem 1. Juli 2013 alle hundehaltenden Personen verpflichtet, ihre Sachkunde nachzuweisen, z. B. durch einen sog. Hundeführerschein. Bis zum 1. Juli 2013 galten dort Übergangsvorschriften.

### Nichtbehördliche Sachkundenachweise
Der Verband für das Deutsche Hundewesen (VDH) verlangt für die Teilnahme an seinen Hundesportprüfungen einen Sachkundenachweis für Hundesportprüfungen. Diese fünfgliedrige Prüfung bildet gleichzeitig den Theorieteil der VDH-Begleithundprüfung.
Der VDH-Hundeführerschein enthält eine vergleichbare Sachkundeprüfung.
Der Hundeführerschein des BHV enthält einen Theorieteil mit einem Gesamtkatalog von 264 Fragen unter anderem zu Hundeverhalten und -erziehung, von denen dem Hundehalter 40 Fragen vorgelegt werden.
Die GTVMT hat Fragen aus verschiedenen Hundeführerscheinen und bereits verwendeten Sachkundefragen einzelner Bundesländer zu einem Fragenkatalog mit 186 Fragen für eine Sachkundeprüfung zusammengestellt. Ziel war eine bundeseinheitliche Lösung bei der Sachkundevorgabe durch die Innenministerien. Die Fragen sind sieben Themenbereichen zugeordnet. Der Hundehalter muss 37 von 50 Fragen (74 %) richtig beantworten.

### Empfehlungen der Bundestierärztekammer
Die damalige Arbeitsgemeinschaft Hundehaltung der deutschen Bundestierärztekammer erarbeitete als „AK Sachkunde-Hundehaltung“ seit 2001 in Kooperation mit Verbänden aus Tierschutz, Tierärzteschaft und Hundewesen wie BPT, VDH, DJV und DTSchB Empfehlungen für Sachkundeprüfungen. Im Oktober 2007 hat sie die Sachkundeprüfung D.O.Q.-Test 2.0 mit dem Ziel eines bundeseinheitlichen Standards eingeführt.
Die Sachkundeprüfung ist inzwischen dreistufig: Sie ermöglicht den Nachweis der Sachkunde für Hundehalter, für professionelle Hundetrainer und für Gewerbetreibende, die nach §11 Tierschutzgesetz eine Erlaubnis benötigen.
Die Theorieprüfung für Hundehalter, die jeder entsprechend registrierte Tierarzt abnehmen kann und die auch online verfügbar ist, umfasst 30 Multiple-Choice-Fragen aus sieben Themengebieten und gilt als bestanden, wenn in jedem Sachgebiet mindestens 50 Prozent und im Gesamtergebnis 75 Prozent erreicht wurden.

## Österreich
In Wien hat seit 1. Juli 2019 jede Person vor der Anschaffung eines Hundes einen mindestens vierstündigen Ausbildungskurs zu absolvieren, in dem sie u. a. Kenntnisse über die Hundehaltung, die tiergerechte Hundeausbildung sowie über die relevanten Rechtsvorschriften erwirbt.
In Österreichs zweitgrößter Stadt Graz müssen alle neuen Hundehalter seit 2013 binnen eines Jahres nach Anschaffung des Hundes einen sogenannten Hundekurs absolvieren. Parallel wurde in der Stadt die Hundesteuer abgeschafft.
In Oberösterreich müssen Hundehalter als Nachweis ihrer Sachkunde zur Hundehaltung eine mindestens zweistündige theoretische Ausbildung über festgelegte Inhalte absolvieren.

## Schweiz
Per 1. Januar 2017 wurde das Obligatorium für die Sachkundenachweise abgeschafft.
In der Schweiz mussten von 2008 bis 2016 Ersthalter beim Erwerb eines Hundes (unabhängig von seiner Rasse oder Größe) einen mindestens vierstündigen Theoriekurs besuchen und einen Sachkundenachweis erbringen, um ausreichende Kenntnisse über die Haltung von Hunden und den Umgang mit ihnen zu belegen.
Außerdem musste mit jedem neu gehaltenen Hund ein praktischer Sachkundenachweis erbracht werden, der mindestens vier Lektionen mit gesetzlich (BLV) vorgeschriebenen Inhalten umfasst.
Berechtigt zur Durchführung der Sachkundenachweiskurse waren alle vom BLV lizenzierten Trainer und Institutionen und auch Online-Hundeschulen.